# Kozelsk
Kozelsk é uma cidade da Rússia, o centro administrativo de um raion do Oblast de Kaluga. 
Ao redor da cidade existe o mosteiro de Optina-Pustyn. Em 1939, ele serviu como um campo de prisioneiros de oficiais poloneses. Entre abril e maio de 1940 a NKVD transfere aproximadamente 4.500 desses oficias poloneses para a floresta perto de Katyn, onde eles seriam assassinados. Essas execuções viriam a ficar conhecidas como o massacre de Katyn.